# Luis Salhuana
Luis Salhuana (Lima, 4 de agosto de 1984) es un exfutbolista peruano. Se desempeñaba en la posición de lateral derecho.

## Clubes
| Club                       | País | Año         |
| -------------------------- | ---- | ----------- |
| Universitario de Deportes  | Perú | 2001 - 2002 |
| Defensor Villa del Mar     | Perú | 2003        |
| Univ. César Vallejo        | Perú | 2004 - 2005 |
| Univ. Técnica de Cajamarca | Perú | 2006 - 2008 |
| Sport Áncash               | Perú | 2009        |
| José Gálvez                | Perú | 2010        |
| Atlético Grau              | Perú | 2011        |
| Alfonso Ugarte             | Perú | 2012        |
| Saetas de Oro              | Perú | 2013        |
| Sportivo Huracán           | Perú | 2014        |

### Campeonatos internacionales
| Título                 | Equipo                    | Sede    | Año  |
| ---------------------- | ------------------------- | ------- | ---- |
| XV Juegos Bolivarianos | Selección del Perú Sub-17 | Ecuador | 2001 |